# Blaze of Glory (Album)
Blaze of Glory (engl. für: Glanz und Gloria) ist das erste Soloalbum von Jon Bon Jovi, dem Frontmann der Band Bon Jovi. Es ist der Soundtrack zum Western-Film Blaze of Glory – Flammender Ruhm und erreichte in den USA und Kanada Doppelplatin-Status, sowie Gold im Vereinigten Königreich.

## Entstehung
Nach den aufreibenden Welttourneen, im Zusammenhang mit den Erfolgen von Slippery When Wet und New Jersey, machte Bon Jovi Anfang 1990 zunächst eine Pause. Sowohl Jon Bon Jovi als auch Richie Sambora und David Bryan brachten in dieser Zeit je ein Soloalbum heraus.
Man fragte Jon Bon Jovi, ob Wanted Dead or Alive (eine Single aus dem Album Slippery When Wet) als Titelsong für den Film Blaze of Glory – Flammender Ruhm, der im Original lediglich Young Guns II heißt, verwendet werden dürfe. Nachdem aber Jon Bon Jovi den Film gesehen hatte, steuerte er von ihm inspiriert ein ganzes Album bei, welches schließlich auch als offizieller Soundtrack Verwendung fand.

## Musikstil
Musikalisch ist das Album den anderen Alben, die Jon Bon Jovi zusammen mit seiner Band gemacht hat, ähnlich: Härtere Sounds mit eingängigen Melodien. Allerdings weist die Musik einen starken Western-Einfluss auf. Sie ist inhaltlich aggressiver als der übliche Band-Sound und beschäftigt sich mit dem Leben von Cowboys, Gesetzlosen und nicht zuletzt auch mit dem Töten und Getötet-Werden. Auf der DVD des Box-Sets 100,000,000 Bon Jovi Fans Can’t Be Wrong sagt Jon Bon Jovi, dass er lange Zeit die Aggressivität des Albums auf die Geschichte Billy the Kids, um die es im Film geht, bezog, gab dann aber zu, dass sie doch eher aus seiner eigenen Gefühlswelt stamme.
Die Kritiken des Albums sind durchwachsen bis negativ ausgefallen. Allerdings wurde der Soundtrack für jeweils einen Oscar und einen Grammy nominiert. Der Titelsong gewann einen Golden Globe.

## Titelliste
Alle Songs, bis auf den letzten Track, der von Alan Silvestri komponiert und produziert wurde, sind von Jon Bon Jovi geschrieben.
1. Billy Get Your Guns – 4:48
2. Miracle – 5:08
3. Blaze of Glory – 5:44
4. Blood Money – 2:34
5. Santa Fe – 5:40
6. Justice in the Barrel – 6:47
7. Never Say Die – 4:53
8. You Really Got Me Now – 2:23
9. Bang a Drum – 4:36
10. Dyin’ Ain’t Much of a Livin’ – 4:39
11. Guano City – 1:00

## Songinformationen
Der Song Blaze of Glory erreichte in den USA sowohl Platz 1 der Billboard Hot 100, als auch Platz 1 der Mainstream Rock Charts und bekam Platin-Status. Er ist auch auf dem Best-Of-Album Cross Road seiner Band Bon Jovi enthalten, wohingegen keine Songs aus Solo-Karrieren der anderen Band-Mitglieder es auf dieses Best-Of-Album geschafft haben.
Sowohl Blaze of Glory als auch Blood Money werden von der Band heute noch häufig live gespielt.
Blood Money ist für Bob Dylan und Bang a Drum für Steven Van Zandt geschrieben worden.
Das Lied Bang a Drum hat Jon Bon Jovi im Jahr 1998 mit Chris LeDoux noch einmal neu für dessen Album One Road Man aufgenommen. Allerdings chartete der Track als Single nur in den amerikanischen Country Charts und erreichte Platz 68.

## Kommerzieller Erfolg

### Chartplatzierungen
In den österreichischen Charts hielt sich das Album 4 Wochen auf Platz 1 und 22 Wochen in den Charts und wurde mit Platin ausgezeichnet.
| ChartsChartplatzierungen       | Höchstplatzierung | Wochen |
| ------------------------------ | ----------------- | ------ |
| Deutschland (GfK)              | 4 (33 Wo.)        | 33     |
| Österreich (Ö3)                | 1 (22 Wo.)        | 22     |
| Schweiz (IFPI)                 | 4 (31 Wo.)        | 31     |
| Vereinigte Staaten (Billboard) | 3 (41 Wo.)        | 41     |
| Vereinigtes Königreich (OCC)   | 2 (23 Wo.)        | 23     |

| ChartsJahrescharts (1990) | Platzierung |
| ------------------------- | ----------- |
| Deutschland (GfK)         | 64          |
| Österreich (Ö3)           | 21          |
| Schweiz (IFPI)            | 18          |

| ChartsJahrescharts (1991) | Platzierung |
| ------------------------- | ----------- |
| Deutschland (GfK)         | 93          |

### Auszeichnungen für Musikverkäufe
| Land/Region                  | Auszeichnungen für Musikverkäufe (Land/Region, Auszeichnung, Verkäufe) | Verkäufe  |
| ---------------------------- | ---------------------------------------------------------------------- | --------- |
| Australien (ARIA)            | Platin                                                                 | 70.000    |
| Japan (RIAJ)                 | Gold                                                                   | 100.000   |
| Kanada (MC)                  | 2× Platin                                                              | 200.000   |
| Neuseeland (RMNZ)            | Platin                                                                 | 20.000    |
| Österreich (IFPI)            | Platin                                                                 | 50.0000   |
| Schweiz (IFPI)               | Platin                                                                 | 50.000    |
| Spanien (Promusicae)         | Gold                                                                   | 50.000    |
| Vereinigte Staaten (RIAA)    | 2× Platin                                                              | 2.000.000 |
| Vereinigtes Königreich (BPI) | Gold                                                                   | 100.000   |
| Insgesamt                    | 3× Gold · 8× Platin ·                                                  | 2.640.000 |